# Tempête Emma
Pour les articles homonymes, voir Tempête (homonymie).
Emma est le nom donné par l'institut de météorologie allemand à un cyclone extratropical ayant frappé plusieurs régions d'Europe centrale entre le 29 février et le 2 mars 2008. Parmi les pays les plus touchés figurent l'Allemagne, les Pays-Bas, l'Autriche, la Suisse, la Pologne et la République tchèque.
Les rafales les plus violentes ont été relevées en Suisse (224 km/h enregistrés à Grindewald) et en Allemagne (Mont Wendelstein, Alpes bavaroises). Dans le même temps, des bourrasques atteignant les 190 km/h balaient l'Autriche, où d'importants dégâts matériels sont relevés.
Le bilan humain est lui aussi particulièrement élevé, et 14 personnes perdent la vie lors de ces intempéries.

## Contexte météorologique
Le 28 février 2008, un centre de basse pression se forme à proximité de Terre-Neuve. La pression en son centre est alors de l'ordre de 985 hectopascals. En quelques heures, la dépression se creuse de façon sensible, pour atteindre un minimum de 959 hectopascals au niveau des Îles Féroé. Au soir du 29 février, le front chaud atteint le littoral allemand, provoquant d'importantes pluies. Il est suivi vers minuit du front froid, accompagné des premiers vents violents. 

## Déroulement des intempéries

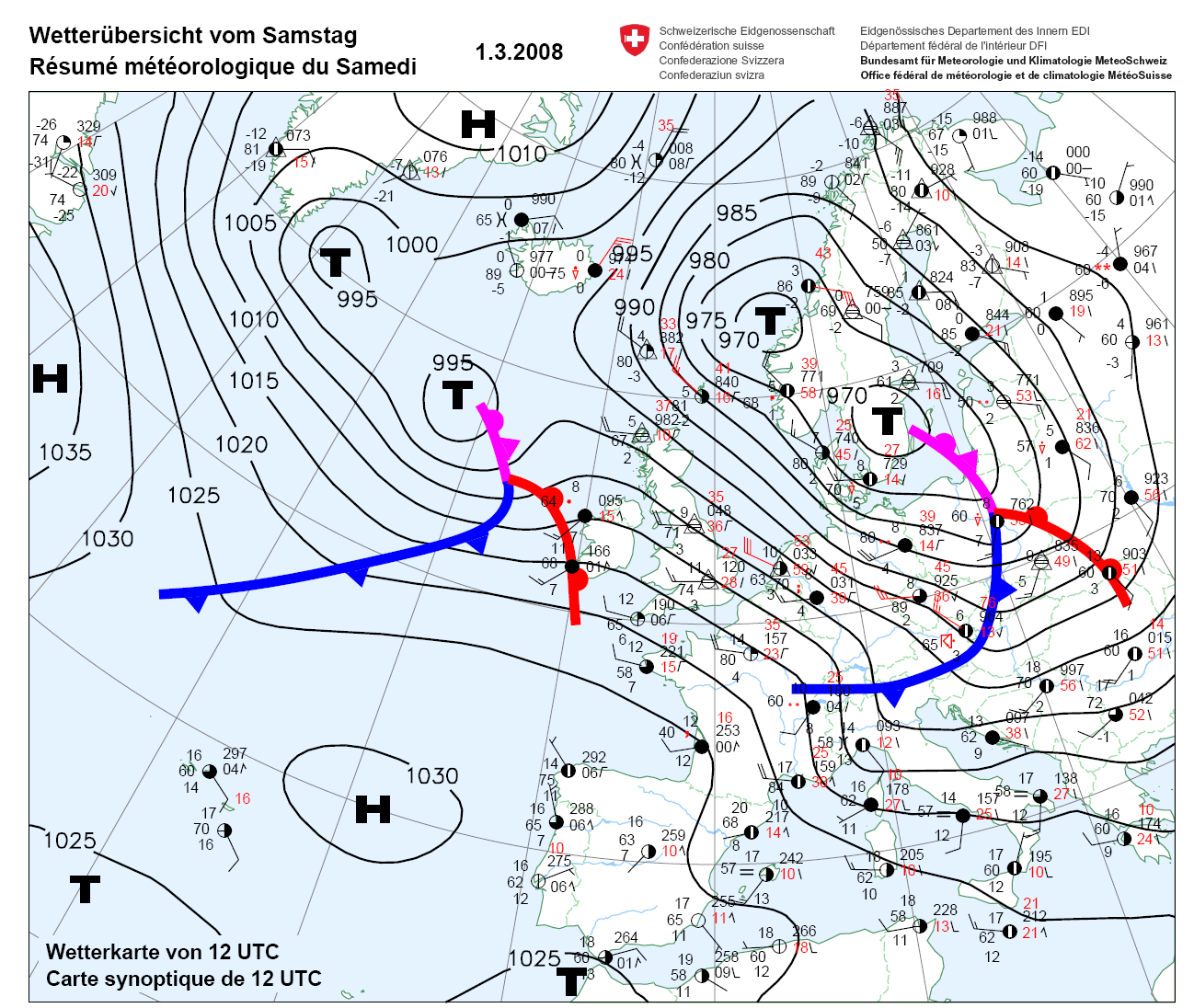
Carte montrant la position du cyclone extratropical Emma au 1er mars 2008

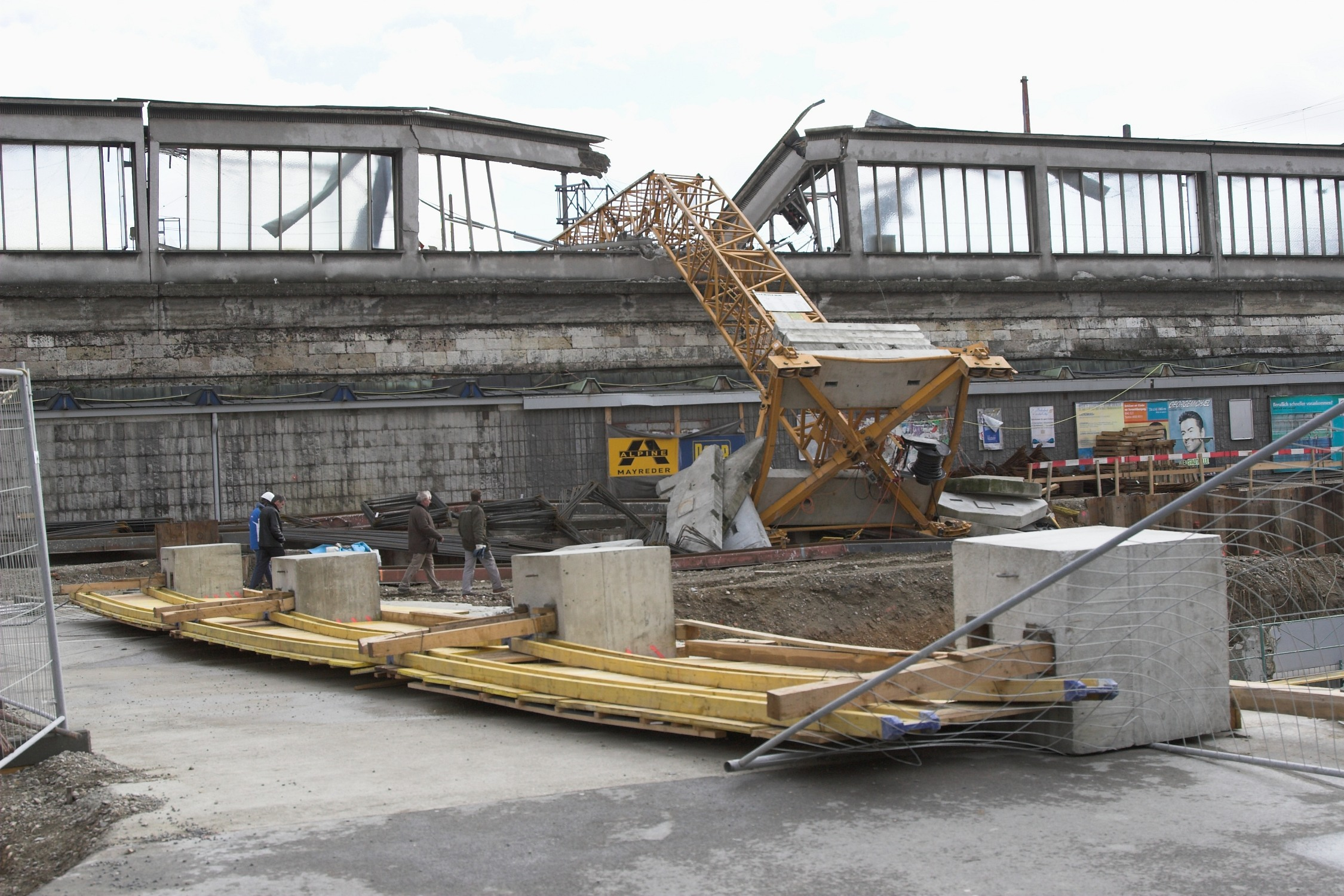
Une grue s'effondre sur la gare de Vienne, en Autriche

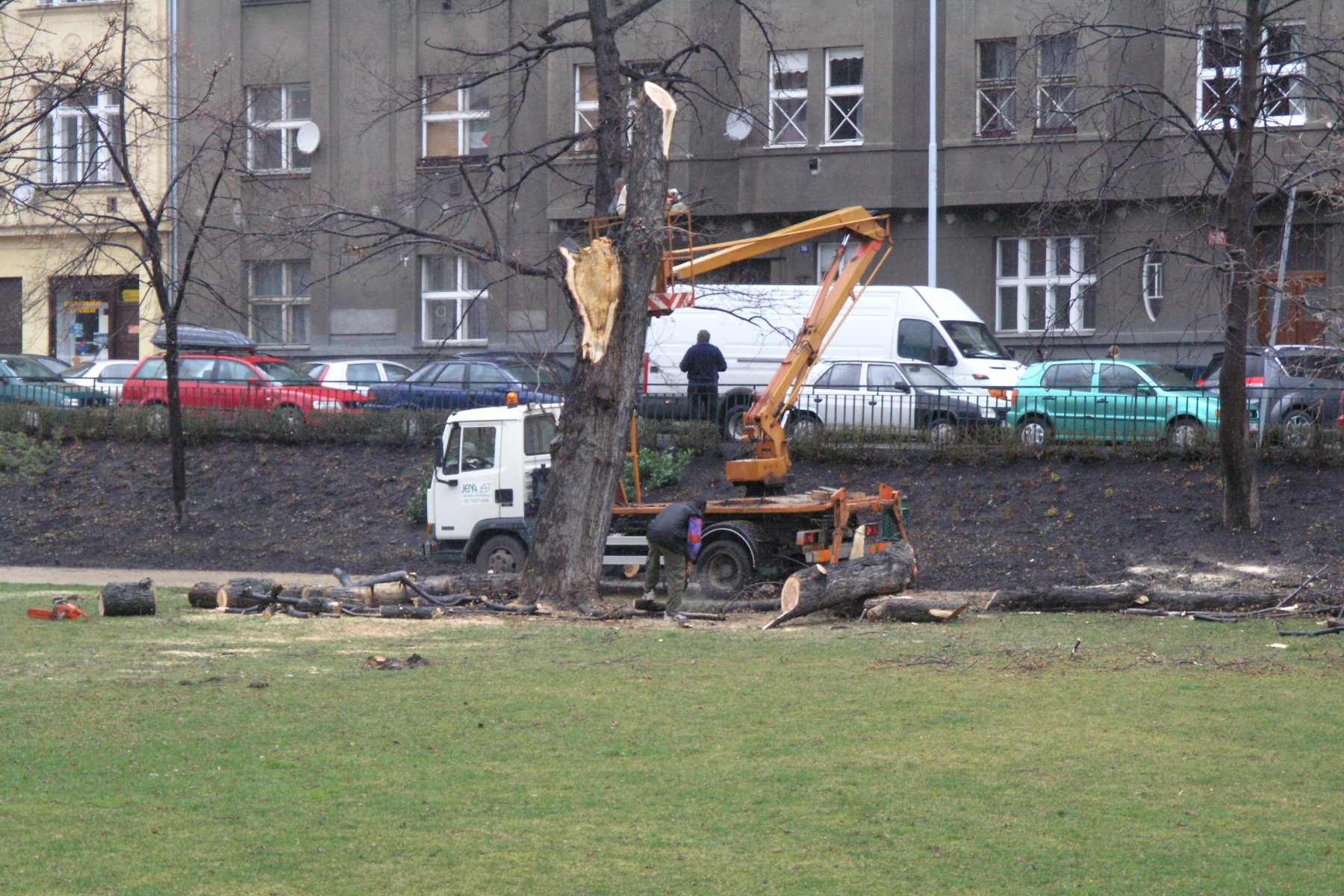
Dégâts à Prague

Allemagne et Pays-Bas sont parmi les premiers pays touchés par la tempête. Celle-ci aborde le littoral au soir du 29 février, accompagné de rafales de vent avoisinant les 150 kilomètres par heure. Dans plusieurs régions d'Allemagne, la violence des bourrasques conduit les autorités à décréter l'arrêt du trafic ferroviaire et routier. Dans le même temps, le trafic de l'aéroport d'Amsterdam-Schiphol est fortement perturbé. Sur le littoral, les vents violents font craindre des inondations. Le barrage de Hollandsche Ijssel est fermé par mesure de précaution. En Belgique, les pompiers effectuent une centaine d'intervention dans la nuit, principalement pour des arbres arrachés par de violentes rafales.
Les vents tempétueux se déplacent rapidement vers la Bavière, où près de 150 000 personnes se retrouvent dépourvues d'électricité. Dans le sillage de la tempête, les dégâts matériels sont importants : arbres arrachés, infrastructures et mobilier urbain endommagés, réseau électrique coupé font craindre « des dizaines de millions d'euros de dégâts » selon les autorités. 

En Rhénanie-du-Nord-Westphalie, on relève près de un million de mètres cubes de chablis. 
Parallèlement, l'Allemagne paye le plus lourd tribut en vies humaines, six victimes étant à déplorer dans l'ensemble du pays.
Au matin du 1er mars, alors que la tempête se décale vers le sud-est, de violentes bourrasques causent deux accidents. Ainsi, un arbre s'abat sur un Intercity-Express, le train à grande vitesse allemand. Peu après, un Airbus A320 de la Lufthansa manque de peu s'écraser sur la piste de l'aéroport de Hambourg. Déstabilisé par les violentes rafales de vent, le pilote réussit in extremis à éviter la catastrophe.
En France, l'Alsace est elle aussi frappée par des vents violents. À Pfastatt, une partie du toit d'un supermarché est arrachée, conduisant à son évacuation à titre préventif.
En Autriche, la tempête conduit le gouvernement à interdire l'accès à plusieurs autoroutes et voies secondaires. Des dégâts importants sont également relevés dans plusieurs localités, tandis que des vents atteignant 190 km/h balaient les Alpes autrichiennes. À Salzbourg et Vienne, des rafales avoisinant les 140 km/h sont enregistrées. Dans cette dernière ville, la chute d'une grue sur la gare de Südbahnhof provoque d'importants dégâts. Près de 10 000 foyers se retrouvent privés d'électricité. 

En Suisse et au Liechtenstein, où les vents atteignent, voire dépassent les 200 km/h, plusieurs personnes sont blessées. Les autoroutes A1 et A3 sont temporairement fermées à la circulation en raison de chutes d'arbres.
La Pologne est également frappée par de violentes bourrasques. Un train reliant Varsovie à Cracovie est arrêté pour des raisons de sécurité, tandis que l'on parle d'importants dégâts matériels et que deux victimes sont à déplorer. Des milliers de foyers sont également privés d'électricité.
En République tchèque, la région de Prague est balayée par des vents atteignant les 140 km/h. Dans la capitale, le toit d'un immeuble est emporté, forçant l'évacuation d'une quarantaine de personnes. Dans le même temps, des dégâts sur les lignes électriques privent jusqu'à 920 000 foyers de courant, soit 10 % de la population, tandis que le trafic ferroviaire est fortement perturbé. Le montant total des dégâts dans l'ensemble du pays est estimé à plusieurs centaines de millions de couronnes par la principale compagnie d'assurance tchèque, Ceska Pojistovna. 

Deux personnes sont tuées dans la tempête, dont une fillette de 11 ans.
À l'issue de la tempête, des trombes d'eaux provoquent des inondations dans plusieurs régions sinistrées, dont la Bavière.

## Victimes
| Nationalité        | Mort |
| ------------------ | ---- |
| Allemagne          | 6    |
| Autriche           | 4    |
| Pologne            | 2    |
| République tchèque | 2    |

- En Allemagne, cinq personnes périssent dans des accidents de la route provoqués par les conditions météorologiques, tandis qu'une sixième personne est victime de la chute d'un arbre ;
- En Autriche, deux personnes sont victimes de chutes d'arbre, tandis qu'une troisième victime est emportée par un glissement de terrain. Peu après, un homme est victime des rafales de vent qui emportent sa caravane ;
- En Pologne, deux personnes décèdent dans des accidents de la route provoqués par des chutes d'arbre et de débris ;
- En République tchèque, une fillette de 11 ans est écrasée par un arbre à Libeznice, tandis qu'un octogénaire succombe après avoir été heurté par un morceau de tôle arraché par la tempête.